# Чудецкая, Анна Юрьевна
Анна Юрьевна Чудецкая (15 мая 1958, Москва — 28 ноября 2023, Нижний Новгород) — советский и российский искусствовед, ведущий научный сотрудник отдела личных коллекций Государственного музея изобразительных искусств имени А. С. Пушкина, специализировавшаяся на русском искусстве XX века. Автор трудов, посвящённых творчеству мастеров советского и русского искусства, в частности, Владимира Вейсберга. Заслуженный работник культуры Российской Федерации.

## Биография

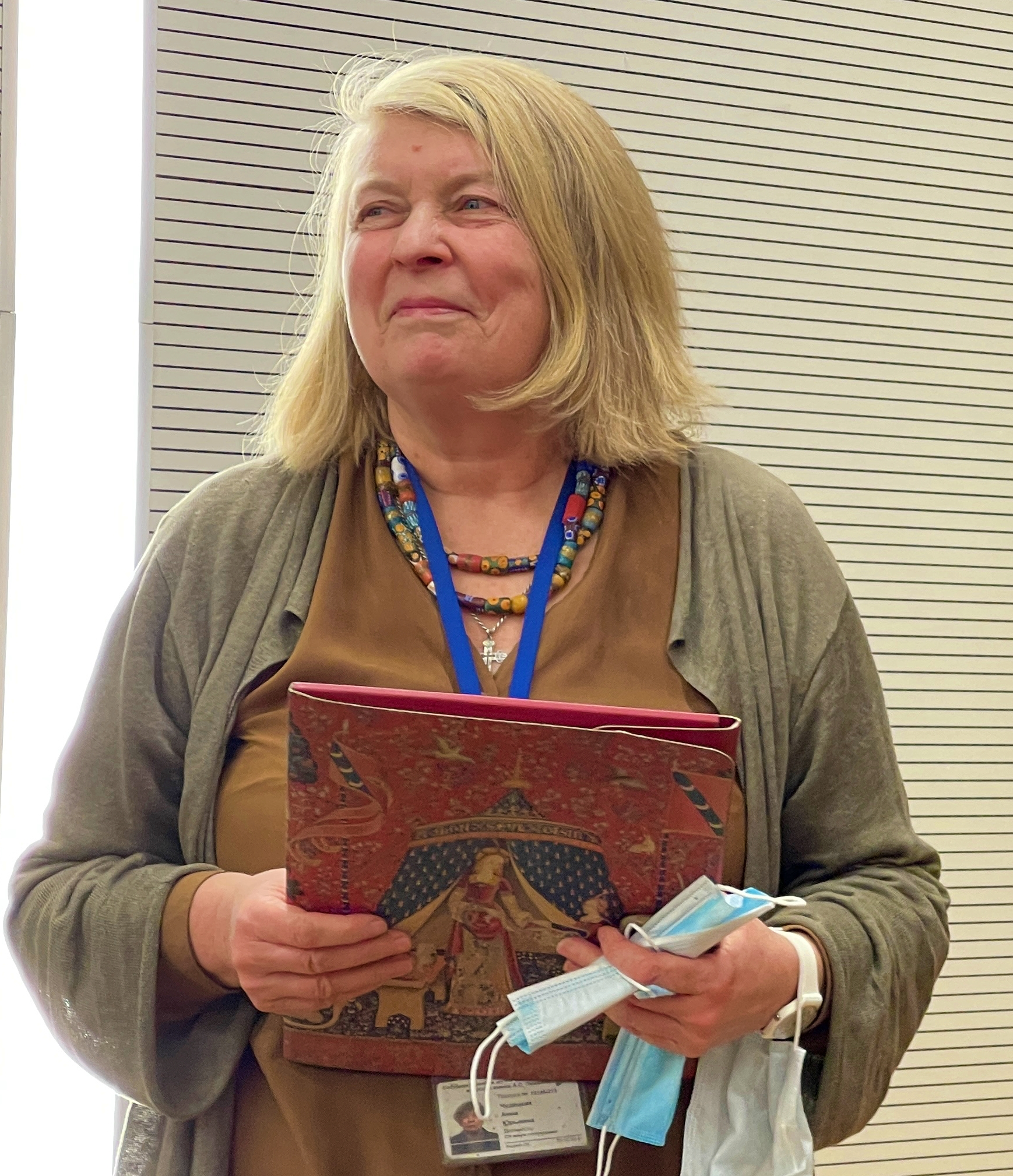
А. Ю. Чудецкая, 2021

Родилась 15 мая 1958 года в Москве в семье известных учёных Евгении и Юрия Чудецких.
Профессиональную деятельность начала преподавателем истории искусства в Художественной школе Тимирязевского района. С 1988 года работала научным сотрудником отдела зарубежных выставок в Дирекции выставок Союза художников СССР, а после расформирования этой структуры — в Центральном доме художника. В апреле 1994 года начала работу в отдел личных коллекций в ГМИИ им. А. С. Пушкина. Реализовала более 40 кураторских выставочных проектов.
Благодаря непосредственному участию Анны Юрьевны в ГМИИ им. А. С. Пушкина в качестве даров поступили коллекции Владимира Вейсберга и Эдуарда Штейнберга; собрание живописи и графики семьи Верейских; «Мастерская Дмитрия Краснопевцева», произведения Оскара Рабина, Валентины Кропивницкой, Александра Быховского и других художников.
Была автором публикаций об Александре Тышлере, Аминадаве Каневском, Владимире Вейсберге, Михаиле Одноралове и других. Среди её кураторских проектов: «Живопись и графика ленинградских художников 1920—1930-х годов из московских частных коллекций» (ГМИИ, 2001), «Акварели и рисунки Артура Фонвизина» (ГМИИ, 2003), «Цветной Вейсберг» (галерея «Наши художники», 2018), «Живу и вижу. Художники и поэты круга Всеволода Некрасова» (Арсенал, 2023).
С 2008 года была председателем профкома ГМИИ им. А. С. Пушкина.
Была автором цикла лекций о художниках-нонконформистах из коллекции Всеволода Некрасова.
Писала книги по искусству для детей. Была инициатором и принимала активное участие в совместной программе ГМИИ им. А. С. Пушкина и ЮНИСЕФ «Каждый ребёнок — художник» (2008—2010). Проводила занятия-экскурсии для детей с особыми потребностями и воспитанников детских домов.
В 2013 году защитила диссертацию, посвящённую творческому методу Владимира Вейсберга, и стала автором монографии об этом художнике, которая была выпущена в 2018 году издательством «Искусство — XXI век».
В последние годы сферой интересов Анны Чудецкой было наследие искусствоведа Ольги Ройтенберг, а также подготовка цикла вечеров памяти мастеров 1920—1940-х годов «Плеяда».
С 2016 года преподавала в РГГУ, где читала курс лекций «Становление и развитие художественных музеев» на факультете Философии и истории искусства.
В ноябре 2023 года, находясь в служебной командировке в Нижнем Новгороде, погибла в результате наезда автомобиля на нерегулируемом пешеходном переходе.

## Награды и премии
В 2019 была удостоена звания «Заслуженный работник культуры Российской Федерации», имела благодарности от руководства ГМИИ им. А. С. Пушкина (1997, 2008) и министра культуры РФ (2010).
- Кандидат искусствоведения[8]
- Заслуженный работник культуры Российской Федерации (29 апреля 2019) — За большой вклад в развитие отечественной культуры и искусства, многолетнюю плодотворную деятельность[3]

## Кураторские проекты в музеях
- 17 декабря — 23 января 2011. Искусство врачевать и собирать искусство. Выставка из коллекций трех врачей — Михаила Алшибая, Давида Иоселиани и Марка Курцера, прошедшая в Галерее искусств Зураба Церетели[12]
- 4 июля −15 сентября 2013. Лазарь Гадаев «Искурдиада (Мольба)». Скульптура
- 3 июня — 31 июля 2016. «Живу и вижу». Выставка художников-нонконформистов из коллекции поэта и художественного критика Всеволода Некрасова[13][14]
- 7 апреля — 30 мая 2017. Сокровища Нукуса. Из собрания Государственного музея искусств Республики Каракалпакстан имени И. В. Савицкого (Узбекистан)[15]
- 2 июня — 2 июля 2017. Александр Тышлер. Игра и лицедейство[16]
- 26 апреля — 7 августа 2022. Между землей и небом. К 85-летию со дня рождения Эдуарда Штейнберга[17]